# Koorchaloma okamurae
Koorchaloma okamurae är en svampart som beskrevs av I. Hino & Katum. 1961. Koorchaloma okamurae ingår i släktet Koorchaloma, klassen Sordariomycetes, divisionen sporsäcksvampar och riket svampar.   Inga underarter finns listade i Catalogue of Life.